# Roger Beaufrand
Roger Joseph Edmond Beaufrand (La Garenne-Colombes, 25 de septiembre de 1908-Béziers, 14 de marzo de 2007) fue un deportista francés que compitió en ciclismo en la modalidad de pista.
Participó en los Juegos Olímpicos de Ámsterdam 1928, obteniendo una medalla de oro en la prueba de velocidad individual. Ganó una medalla de plata en el Campeonato Mundial de Ciclismo en Pista de 1928.

## Medallero internacional
| Juegos Olímpicos   | Juegos Olímpicos         | Juegos Olímpicos | Juegos Olímpicos         |
| Año                | Lugar                    | Medalla          | Competición              |
| ------------------ | ------------------------ | ---------------- | ------------------------ |
| 1928               | Ámsterdam (Países Bajos) | Medalla de oro   | Velocidad individual     |
| Campeonato Mundial |                          |                  |                          |
| Año                | Lugar                    | Medalla          | Competición              |
| 1928               | Budapest (Hungría)       | Medalla de plata | Velocidad individual (A) |